# André Gonçalves (ator)
André Gonçalves Barbosa (Rio de Janeiro, 16 de novembro de 1975) é um ator brasileiro. Destacou-se em novelas como Vamp (1991), A Próxima Vítima (1995) – onde formou o primeiro casal LGBT bem aceito pelo público –, Salsa e Merengue (1996), Senhora do Destino (2004), Caminho das Índias (2009), Morde & Assopra (2011) e, desde 2018, na série Impuros, da Star+.

## Biografia
Nascido no Rio de Janeiro, em 16 de novembro de 1975, André viveu uma vida conturbada. Criado no Parque Arará e na Vila do João, favelas do Rio de Janeiro, até os quatro anos de idade morava com a mãe, o pai e o irmão. Aos 12 anos de idade, vendia pipoca em regiões próximas ao Terminal Rodoviário do Rio de Janeiro. Sua mãe, no entanto, passou a sofrer com transtornos mentais, após o nascimento da terceira filha. Em 1992 mobilizou amigos e a comunidade na qual residia para que procurassem por sua mãe. Maria da Penha, portanto, foi encontrada no centro da cidade e ficou alguns dias na casa do ator, em Vargem Grande. Com o agravamento dos problemas mentais de sua mãe, André mudou-se para São João de Meriti, na Baixada Fluminense. Descoberto pelo diretor Roberto Bontempo, estrelou, em 1989, no meio televisivo na Rede Bandeirantes.

## Carreira
Em 1989 estreou na televisão como Breno Gomes Batista na minissérie Capitães de Areia.
Após a sua estreia, André angariou inúmeros papéis no cinema e na televisão brasileira. Por conseguinte, atuou em novelas como A Próxima Vítima (1995),  Senhora do Destino (2004), Alma Gêmea (2005), Paraíso Tropical (2007), Caminho das Índias (2009), Morde e Assopra (2011), Amor Eterno Amor (2012), Salve Jorge (2012) e Geração Brasil (2014).
Devido à atuação em Morde e Assopra como Áureo, foi indicado na categoria de Melhor Ator Coadjuvante no Melhores do Ano de 2011, da TV Globo, além de receber o Prêmio Extra de Televisão de melhor ator coadjuvante.
Em 2015, foi convidado para interpretar Etevaldo, um ritmista que buscava um relacionamento com Leonardo, personagem de Klebber Toledo, na telenovela Império. Em 12 de abril de 2018, André Gonçalves teve participação confirmada na nova trama da RecordTV, Jesus, no papel do vilão Barrabás.
Em 14 de setembro de 2023, o ator foi oficialmente confirmado como um dos participantes que integram o elenco da 15.ª temporada do reality show A Fazenda, terminando em 2.º lugar com 25,77% dos votos em uma final quádrupla contra Jaquelline Grohalski (56,17%), Márcia Fu (12,78%) e WL Guimarães (5,28%).

## Vida pessoal
Em 1991 André começou a namorar a atriz Carol Machado, com quem contracenava na novela Vamp, permanecendo juntos até 1994. Entre 1994 e 1996 namorou a atriz Natália Lage. Em 1997 André engatou um namoro com Renata Sorrah, 28 anos mais velha que ele, durante alguns meses. Ainda em 1997 teve um breve romance com a atriz Tereza Seiblitz – que não chegou a se concretizar como um namoro – com quem teve sua primeira filha, Manuela Seiblitz, nascida em 13 de fevereiro de 1999. Em 1999 iniciou um relacionamento com Myrian Rios, com quem contracenava em Era uma Vez.... Com três meses de namoro, ele foi morar na casa de Myrian, onde ela vivia com o filho. Em 2000, no entanto, o casal terminou durante alguns meses e André teve um breve romance com Alessandra Negrini, sendo que naquele ano mesmo o ator retomou o relacionamento com Myrian. Seu segundo filho, Pedro Arthur Rios Gonçalves, nasceu no Rio de Janeiro, em 7 de dezembro de 2001 e, em 2002, a união conjugal com Myrian chegou ao fim de forma amigável.
Em 2002 começou a namorar a jornalista Cynthia Benini, a quem conheceu no reality show Casa dos Artistas, se casando com ela em 27 de setembro daquele ano. Em 31 de março de 2003 nasce a terceira filha do ator, Valentina Benini. Em 2006 o casamento chega ao fim depois de quatro anos. Entre 2009 e 2011 namorou a atriz Letícia Sabatella, com quem contracenou na novela Caminho das Índias. Entre 2013 e 2015 namorou a cantora Bianca Chami, com quem chegou a planejar um casamento, embora não tenha se concretizado. Em 2016 começou a namorar a atriz Danielle Winits, se casando com ela em 24 de novembro. Em agosto de 2023, foi anunciado o fim do casamento.
Em Novembro de 2021, foi detido pela polícia por falhar, desde 2007, a pensão de alimentos da filha, Valentina, de 18 anos, ficando a cumprir pena em casa com pulseira eletrónica. Em julho de 2022 a Justiça do Estado de Santa Catarina decretou a prisão do ator em um processo movido por Benini por dívidas de aproximadamente trezentos e cinquenta mil reais relativas à pensão alimentícia da filha Valentina. Gonçalves cumpriu sessenta dias de prisão domiciliar até regularizar a dívida.

### Controvérsias
Em 2001, após tumultuar voo 8864 (São Paulo–Nova Iorque) da Varig, com 264 passageiros a bordo, forçando-o a fazer escala em Belém, o ator foi recebido pela polícia aeroportuária e levado a atendimento médico. Em virtude do abortamento do voo, a empresa sofreu grandes prejuízos financeiros e teve também que jogar 60 mil litros de combustível próximo à foz do Amazonas para poder ter condições de aterrissagem em Belém.
Em 3 de janeiro de 2017, o jornalista Leo Dias noticiou na sua coluna no jornal O Dia que Danielle Winits mentiu ao dizer que estava grávida e que assim teve atendimento prioritário para embarcar num voo para Nova Iorque.
André, que é marido de Danielle, compartilhou um vídeo nas redes sociais sobre o assunto. No vídeo ele diz:
| “ | Olá, Leo Dias. Deixa eu te falar uma parada, já que você não respeita ninguém. Já que você mente e inventa um monte de mentira... É o seguinte: não tem processo, eu vou quebrar seus dentes, meu filho!” [...] | ” |

No dia 11 de janeiro, Danielle foi até à 14.ª Delegacia de Polícia no Leblon, Rio de Janeiro, para prestar queixa contra o jornalista. Leo Dias também registrou queixa contra André Gonçalves por injúria e ameaça. A primeira audiência do processo movido contra Gonçalves aconteceu em 27 de março do mesmo ano, no fórum da Barra da Tijuca, Rio de Janeiro, mas o jornalista Leo Dias não compareceu à audiência. Posteriormente, Leo anunciou em seu programa, Fofocalizando, que o caso havia sido resolvido.

## Filmografia

### Televisão
| Ano     | Título                             | Personagem                         | Notas                                           |
| ------- | ---------------------------------- | ---------------------------------- | ----------------------------------------------- |
| 1989    | Capitães de Areia                  | Breno Gomes Batista (Boa Vida)     |                                                 |
| 1991    | Ilha das Bruxas                    | Antônio Carlos Soares (Tonico)     |                                                 |
| 1991    | Vamp                               | Matosinho                          |                                                 |
| 1993    | Fera Ferida                        | Vivaldo Fronteira                  |                                                 |
| 1995    | A Próxima Vítima                   | Sandro Carvalho Rossi (Sandrinho)  |                                                 |
| 1996    | Salsa & Merengue                   | Walter Ramos                       |                                                 |
| 1997    | Malhação                           | Merreca                            |                                                 |
| 1998    | Era uma Vez...                     | Júlio Santana Mello                |                                                 |
| 1998    | Mulher                             | Marcelo                            | Episódio: "Jogos Proibidos"                     |
| 2000    | A Muralha                          | Apingorá                           |                                                 |
| 2001    | Sai de Baixo                       | Eros                               | Episódio: "Afrodite Se Quiser"                  |
| 2001    | Brava Gente                        | Bibi                               | Episódio: "Os Mistérios do Sexo"                |
| 2002    | Casa dos Artistas 2                | Participante (3º lugar)            | Temporada 2                                     |
| 2004    | Senhora do Destino                 | Venâncio Ferreira da Silva         |                                                 |
| 2005    | Sítio do Picapau Amarelo           | Pequeno Polegar                    | Episódios: "13 de maio–17 de junho"             |
| 2005    | Alma Gêmea                         | José Aristides                     |                                                 |
| 2006    | Linha Direta                       | Bandido da Luz Vermelha            | Episódio: "O Bandido da Luz Vermelha"           |
| 2006    | Dança no Gelo                      | Participante (3º lugar)            | Temporada 2                                     |
| 2007    | Amazônia, de Galvez a Chico Mendes | Zuca                               |                                                 |
| 2007    | Toma Lá, Dá Cá                     | Taluã                              | Episódio: "Atrás do Trio Elétrico"              |
| 2007    | Paraíso Tropical                   | Almir                              | Episódios: "24 de agosto–26 de setembro"        |
| 2008    | Dicas de um Sedutor                | Gláuber                            | Episódio: "Falta Homem"                         |
| 2008    | Casos e Acasos                     | Gerson                             | Episódio: "O Diagnóstico, o Fetiche e a Bebida" |
| 2008    | Faça Sua História                  | Leleco                             | Episódio: "A Herança de Napoleão"               |
| 2009    | Caminho das Índias                 | Gopal                              |                                                 |
| 2010    | Escrito nas Estrelas               | Jair Pereira                       |                                                 |
| 2010    | As Cariocas                        | Abelardo                           | Episódio: "A Internauta da Mangueira"           |
| 2010    | Diversão & Cia                     | Tales Araújo                       | Especial de fim de ano                          |
| 2011    | Morde & Assopra                    | Áureo Alves Junqueira              |                                                 |
| 2012    | Amor Eterno Amor                   | Pedro Fonseca                      |                                                 |
| 2012    | Salve Jorge                        | Miroel dos Santos (Miro)           |                                                 |
| 2013    | Didi, o Peregrino                  | Capanga de Cacá                    | Telefilme                                       |
| 2014    | Por Isso Eu Sou Vingativa          | Rivonaldo Carneiro Godói (Rildo)   |                                                 |
| 2014    | Geração Brasil                     | Mário Aparecido dos Santos (Cidão) |                                                 |
| 2015    | Império                            | Duque                              | Episódios: "23 de janeiro–9 de março"           |
| 2015    | Gaby Estrella                      | Régis Falcão                       | Episódio: "#ADuplaPerfeita"                     |
| 2015    | Tomara que Caia                    | Vários personagens                 |                                                 |
| 2015-16 | Malhação: Seu Lugar no Mundo       | Nilton Chagas                      |                                                 |
| 2016    | Super Chef Celebridades            | Participante (3º lugar)            | Temporada 6                                     |
| 2018-19 | Jesus                              | Barrabás                           |                                                 |
| 2018–23 | Impuros                            | Salvador                           |                                                 |
| 2020    | Dança dos Famosos                  | Participante (10º lugar)           | Temporada 17                                    |
| 2023    | A Fazenda                          | Participante (Vice-campeão)        | Temporada 15                                    |

### Cinema
| Ano  | Título                        | Personagem       | Notas  |
| ---- | ----------------------------- | ---------------- | ------ |
| 1999 | No Coração dos Deuses         | José Dias        |        |
| 2001 | Condenado à Liberdade         | Maurinho Vilhena |        |
| 2003 | O Homem do Ano                | Galego           |        |
| 2004 | Cazuza - O Tempo Não Para     | Maneco           |        |
| 2004 | Garrincha - Estrela Solitária | Garrincha        |        |
| 2014 | Os Maias                      | Castro Gomes     |        |
| 2018 | Nada a Perder                 | R. R. Soares     |        |
| 2019 | Nada a Perder 2               | R. R. Soares     | [ 33 ] |

## Prêmios e indicações
| Ano  | Prêmio             | Categoria               | Indicação                | Resultado |
| ---- | ------------------ | ----------------------- | ------------------------ | --------- |
| 2011 | Prêmio Extra de TV | Melhor Ator Coadjuvante | Áureo em Morde & Assopra | Venceu    |